# Gà tây màu đồng

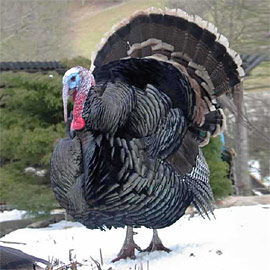
Một con gà tây lông màu đồng

Gà tây lông màu đồng (Bronze turkey) hay gà tây màu thiếc là một giống gà tây nhà có xuất xứ từ Mỹ. Chúng được nuôi và nhân rộng ở Hunggay với giống gà tây Huba. Ở Việt Nam, chăn nuôi gà tây đã xuất hiện từ lâu song còn tản mạn, không tập trung. Năm 2008, giống gà tây Huba chính thức được nhập từ Hungary về nuôi tại Việt Nam.

## Đặc điểm
Đây là giống gà tây có bộ lông nâu pha ánh sắc màu đồng. Giống gà này rất lớn con, có thể được xem là lớn nhất trong các giống gà tây, và trứng của nó cũng lớn, nặng từ 120 đến 150gr mỗi quả. Gà trống giống này có bộ ngực rộng. Gà rừng lông màu đồng nặng khoảng 20 kg và gà mái cũng đạt trên 10 kg. Còn gà nhà giống này cũng lớn con, trống nặng trên 15 kg và mái từ 8 đến 10 kg, nên được nhiều người chọn nuôi. Giống gà này đẻ sai, có thể đẻ 100 trứng mỗi mùa, vỏ trứng có nhiều chấm nâu sẫm. Gà tây màu đồng có năng suất trứng/mái/22 tuần đẻ đạt 40,34 quả. Gà tây màu thiếc có năng suất trứng/mái/24 tuần đẻ đạt 68, 34 quả. Đặc thù của gà tây Huba thích bay nhẩy, ăn nhiều, thời gian nuôi nhiều.
Chúng có lông có các màu từ đen, đen hoa mơ, màu đồng và trắng. Khi trưởng thành, con trống có mào phát triển dài quá mỏ, da cổ phát triển thành yếm. Con mái yếm ít phát triển hơn. Nuôi 210 - 235 ngày, con mái nặng 2,9 – 3 kg, con trống nặng 5 - 5,2 kg. Mỗi năm con mái có thể đẻ 45 - 53 quả trứng. Trứng nặng 68 - 70g. Gà tây Huba là giống gà có tốc độ sinh trưởng nhanh, thể trọng lớn, có sức đề kháng cao, đến tuổi trưởng thành, con đực nặng từ 6–16 kg/con, con mái nặng từ 4–9 kg/con, thịt thơm, ngon. Gà tây Huba có hai loại, và gà tây màu đồng. Gà tây Huba, khi đưa ra sản xuất được đánh giá rất cao ở khả năng thích nghi tương đối tốt ở các điều kiện sinh thái khác nhau như các vùng gò đồi hoặc các vùng đồng bằng có bãi đất rộng. Vì đây là một giống chăn thả nên chất lượng thịt thơm ngon, người dân rất thích. Khi được nuôi chăn thả ngoài vườn, gà tây cho chất lượng thịt thơm, ngon, săn chắc.
Khối lượng cơ thể đến 28 tuần tuổi ở con trống đạt từ 6.100,7 đến 6.185,5g; con mái đạt từ 3.981,4 đến 4.061,0g tương tự ở con trống đạt từ 5.990,4 đến 6.035,7g; con mái đạt từ 3.970,6 đến 3.935,3g. Năng suất trứng/mái/28 tuần đẻ hai mô hình tương đương nhau đạt 49,02 – 50,85 quả; MH2: 48,33-49,99 quả, (đều đạt so với mục tiêu của đề bài từ 45-55 quả). Tỷ lệ trứng có phôi và tỷ lệ nở/tổng trứng ấp cao hơn. Nuôi gà tây Huba sinh sản ở (thức ăn đậm đặc phối trộn với nguyên liệu địa phương) thu nhập cao hơn (thức ăn hoàn chỉnh). Mô hình gà tây Huba nuôi thương phẩm sử dụng thức ăn đậm đặc phối trộn với nguyên liệu địa phương nuôi gà tây Huba thương phẩm đến 20 tuần tuổi có tỷ lệ nuôi sống đạt 96,25%. Khối lượng cơ thể đến 20 tuần tuổi đạt 5.068,33-5.131,25g. Tiêu tốn thức ăn/kg tăng khối lượng 3,41 - 3,43 kg. Nuôi gà tây Huba thương phẩm ở (thức ăn đậm đặc phối trộn với nguyên liệu) thu nhập cao hơn (thức ăn hoàn chỉnh).

## Chăn nuôi
Gà tây Huba thương phẩm nuôi theo quy mô 2 (60 con) và quy mô 1 (40 con) đến 20 tuần tuổi có tỷ lệ nuôi sống đạt 95,00-96,25% (so với yêu cầu đề bài đạt từ 94-95%). Khối lượng cơ thể đạt 5.160,42-5.184,79g (so với yêu cầu đề bài cần đạt từ 4,2–5 kg). Tiêu tốn thức ăn/kg tăng khối lượng thấp 3,35-3,41 kg,. Nuôi gà tây Huba thương phẩm ở quy mô 2 (60 con) và quy mô 1 (40 con) thu nhập cao hơn quy mô 3 (80 con). Phát triển chăn nuôi gà tây Huba theo phương thức bán chăn thả, sử dụng thức ăn đậm đặc phối trộn với nguyên liệu địa phương. Nuôi gà tây Huba thương phẩm 40 con, 60 con/quy mô. Việc áp dụng các tiến bộ kỹ thuật mới để đảm bảo công tác vệ sinh an toàn sinh học, đẩy mạnh phát triển chăn nuôi gà tây Huba tạo ra nhiều sản phẩm có giá trị kinh tế cao.